# Land of Legends
 (août 2021).
Si vous disposez d'ouvrages ou d'articles de référence ou si vous connaissez des sites web de qualité traitant du thème abordé ici, merci de compléter l'article en donnant les références utiles à sa vérifiabilité et en les liant à la section « Notes et références ».
Pour plus de détails, voir Fiche technique et Distribution.
Land of Legends (Сердце Пармы, Serdtse Parmy) est un film russe réalisé par Anton Meguerditchev et sorti en 2022.
C'est l'adaptation du roman Le Cœur de la Permie de Alexeï Ivanov, paru en 2003, qui évoque la conquête de la Permie par la Moscovie au XVe siècle.

## Fiche technique
- Titre original : Сердце Пармы, Serdtse Parmy
- Titre français : Land of Legends[réf. nécessaire]
- Réalisation : Anton Meguerditchev
- Scénario : Sergueï Bodrov et Ilia Tilkine d'après le roman d'Alexeï Ivanov
- Photographie : Sergueï Astakhov
- Pays de production :  Russie
- Format : couleur
- Genre : drame historique
- Durée : 110 minutes
- Date de sortie :
  - Russie : 6 octobre 2022

## Distribution
- Alexander Kuznetsov : Mikhaïl Iermolaïevitch (ru), prince de Permie
- Evgueni Mironov : Jonas (ru), évêque de Permie
- Fiodor Bondartchouk : Ivan III, grand-prince de Moscou
- Elena Erbakova : Titchert
- Valentin Jing : Assyka (ru), grand prince des Mansis
- Sergueï Puskepalis : Polioud
- Vladimir Lioubimtsev : voïvode Bourmot (ru)
- Islam Zafesov : voïvode Issour (ru)